# 沙特阿拉伯港务局
沙特阿拉伯港务局（阿拉伯语：‎，缩写为SEAPA）是隶属于沙烏地阿拉伯首相府的一个独立机构，专门监管沙特阿拉伯的港口的政府机构，成立于1976年。总部设在利雅得。

## 组织机构设置

### 港口
沙特港务局主要监管

#### 红海区域港口
- 吉达伊斯兰港，港口代码SAJED
- 延布法赫德国王工业港，港口代码SA
- 阿卜杜拉国王经济城阿卜杜拉国王港，港口代码SAKAP
- 贾赞港，港口代码SAGIZ

#### 海湾区域港口
- 达曼阿卜杜勒阿齐兹国王港，港口代码SADAM
- 朱拜勒法赫德国王工业和商业港，港口代码
- 海尔港，港口代码

## 服务和设施[3]

### 监管
沙特港口当局有效管理和监督其运营的码头数量达214个，其中147个在商业港口，其中67个在工业港口。管理内容如下：
- 集装箱码头
- 一般货物码头
- 冷冻和冷藏货物码头
- 散货码头
- 活体牲畜码头
- 轧线码头

### 灯塔和导航设备
根据国际海上安全导航标准，在所有沙特港口都建立了控制塔。所有通往港口和运河的海上入口配备导航设备，以指导船舶。导航信号的数量达到了932个，其中72％由太阳能驱动，并由四艘特殊船舶定期维护，其中两艘位于王国西岸，其余为东岸。沙特是国际灯塔协会（IALA）执行委员会成员。

### 过境货物
根据沙特阿拉伯部长理事会批准，以下港口可以进行过境货物控制：
- 吉达伊斯兰港
- 达曼国王阿卜杜勒阿齐兹港
- 朱拜勒商业港

### 再出口
吉达伊斯兰港口达曼阿卜杜勒阿齐兹港口设有再出口码头。

### 客运
沙特阿拉伯港务局根据沙特旅游和国家遗产委员会（SCTH）的计划份三阶段实施旅游客运计划。

#### 第一阶段
DIBA 港，日均6000人/次

#### 第二阶段
延步港，日均4000人/次

#### 第三阶段
吉达港

### 关税
所有沙特港口实行统一的关税。

### 规则和说明
沙特港务局用阿拉伯文和英文发布沙特的海港规则和条例。

### 数据库
自建立以来，沙特港务局每月和每年为期限，用阿拉伯文和英文发表沙特阿拉伯港口详细数据库。
这些数据提供了关于船舶移动的准确统计数据以及按国际统计标准进口和出口的货物数量。 

### 培训中心
设在吉达伊斯兰港和达曼国王阿卜杜勒阿齐兹港的培训中心提供培训方案。培训计划包括
- 船舶导航
- 潜水
- 海上指挥
- 维护和货物处理

### 电子服务
沙特阿拉伯港务局提供以下电子服务
- 投标
- 许可证
- 集装箱跟踪
- 货物所有人发票送达
- 出租设施
- 交易跟踪服务